# Cuauhtémoc, Minatitlán
Cuauhtémoc är en ort i Mexiko.   Den ligger i kommunen Minatitlán och delstaten Veracruz, i den sydöstra delen av landet, 500 km öster om huvudstaden Mexico City. Cuauhtémoc ligger 31 meter över havet och antalet invånare är 108.
Terrängen runt Cuauhtémoc är platt. Runt Cuauhtémoc är det ganska glesbefolkat, med 29 invånare per kvadratkilometer. Närmaste större samhälle är Cuichapa, 15,5 km norr om Cuauhtémoc. Omgivningarna runt Cuauhtémoc är en mosaik av jordbruksmark och naturlig växtlighet.